# Human-Etiska Föreningen
Human-etiska föreningen (HEF) är en svensk riksförening som verkar för sekularisering. Dess grundsyn är humanetiken. HEF är ansluten till Humanists International (IHEU).

## Historia
HEF bildades som en lokalförening i Västerås 1990 med den dåvarande förkortningen HEF-V. HEF-V valde att ansluta sig till den större organisationen Human-Etiska Förbundet (dåvarande HEF, senare Humanisterna), men lämnade förbundet år 2000. Vid årsmötet 2004 beslöt Human-Etiska Föreningen att bli en riksorganisation, och som en följd därav att tillägget "-V" skulle slopas i förkortningen. Vilket innebar att det skulle få samma förkortning (HEF) som Humanisterna använt innan de bytte namn.

## Systerföreningar
Det historiska släktskapet mellan Humanisterna och Human-Etiska Föreningen är mycket starkt. De två organisationerna har  gemensamma mål, och båda är medlemmar i IHEU. De har också flera gemensamma medlemmar bland sina aktivister. Exempelvis är HEF:s förra ordförande, Lars Torstensson, också medlem i Humanisterna. 
Även den norska organisationen Human-Etisk Forbund har förkortningen HEF. Norska HEF är den äldsta av de fortfarande existerande human-etiska riksorganisationerna i Norden, och den i särklass största. Svenska HEF är den minsta av de human-etiska riksorganisationerna i Norden.